# The Mask of the Sun
The Mask of the Sun ist ein Computerspiel der US-amerikanischen Firma Brøderbund aus dem Jahr 1982. Es gehört zum Genre der Textadventures. In Deutschland wurde eine Übersetzung unter dem Titel The Mask of the Sun – Das Geheimnis der Aztekenmaske von der Firma Ariolasoft vertrieben. 1983 erschien das Nachfolgespiel The Serpent’s Star.

## Handlung
Die Handlung im Stil einer Abenteuergeschichte spielt in Mexiko. Der Spieler übernimmt die Rolle des Archäologen Mac Steele, der durch ein von ihm gefundenes Artefakt eine auf Dauer tödliche Vergiftung erlitten hat und nun auf der Suche nach einem Gegenmittel in Form eines weiteren Artefakts ist. Dieses Artefakt, die namensgebende Sonnenmaske („Mask of the Sun“), ist in einer Pyramide der Azteken in Südmexiko versteckt. Bei der Suche wird er von Raoul, einem Assistenten des mexikanischen Archäologie-Professors de Perez, unterstützt. Sein Gegner Francisco Roboff will die Maske ebenfalls finden; er versucht Steele und Raoul an der Suche zu hindern.

## Spielprinzip und Technik
The Mask of the Sun ist ein Textadventure, das heißt, Umgebung und Geschehnisse werden als Bildschirmtext ausgegeben und die Visualisierung obliegt zum größten Teil der Fantasie des Spielers. Die Steuerung der Spielfigur erfolgt über Befehle, die der Spieler mittels der Tastatur eingibt und die von einem Parser abgearbeitet werden. Die Befehle sind in natürlicher Sprache gehalten und lassen den Spielcharakter mit seiner Umwelt interagieren. Der Spieler kann sich so durch die Spielwelt bewegen, Gegenstände finden, sie auf die Umgebung oder andere Gegenstände anwenden und mit NPCs kommunizieren. Mit fortschreitendem Handlungsverlauf werden weitere Orte der Spielwelt freigeschaltet. Der Parser kann ausschließlich aus zwei Wörtern bestehende Befehle im Format Verb-Objekt verarbeiten (zum Beispiel „open door“ oder „examine fence“). Einige Aktionen im Spiel sind innerhalb eines Zeitlimits zu bewältigen.
Das Spiel hat eine zweidimensionale, in manchen Spielszenen animierte, Grafik. Es nutzt dabei eine für die damalige Zeit spezielle Animationstechnik, die Standbilder so schnell zeichnet, dass beim sequenziellen Abspielen der Bilder der Eindruck einer flüssigen Animation entsteht.

## Entwicklungs- und Produktionsdetails
Mask of the Sun wurde ursprünglich von Ultrasoft für den Apple II entwickelt. Die von Brøderbund verantworteten Umsetzungen für populäre Heimcomputer erschienen 1984. Entwickler der Atari-Version war Jeff Johannigmann, die C64-Version stammt von Scott Shumway. Die im deutschsprachigen Raum veröffentlichte Version wurde komplett in die deutsche Sprache übersetzt und trug den Titel Das Geheimnis der Aztekenmaske.

## Rezeption
Die Computerzeitschrift Happy Computer bewertete die Handlung mit „sehr gut“, die Grafik mit „gut“ und den Wortschatz des Parsers mit „befriedigend“. Hervorgehoben wurde  die gelungene Atmosphäre des Adventures und die hohe Spielmotivation für den Spieler. Das US-amerikanische Antic-Magazin beurteilte die Grafiken als „absolutely superb“ und die generelle Spielqualität als „excellent“.